# NGC 2235
NGC 2235 je galaksija u zviježđu Zlatnoj ribi.

## Vanjske poveznice
- SEDS: NGC 2235